# Porto de Arica
O Porto de Arica é um importante terminal portuário localizado no norte do Chile. Esse porto atende a cargas principalmente do Peru, do Chile e da Bolívia.

## Características
Os principais produtos exportados através desse porto são minerais, metais, madeira, pescados e soja, enquanto os pricipais produtos importados são cereais, fertilizantes, combustíveis e bens de consumo.
O Porto de Arica está localizado no extremo norte Chile, próximo à fronteira com o Peru. Está a 2.062 quilômetros ao norte de Santiago (a capital e maior cidade do país), na XV Região de Arica e Parinacota, Província de Arica, Comuna e Cidade de mesmo nome. A Província de Arica faz fronteira ao Norte com o Peru, ao Leste com a Província de Parinacota, ao Sul com a Região de Tarapacá e ao Oeste com o Oceano Pacífico. As características geográficas de Arica, aliadas à infraestrutura rodoviária da região, fazem do Porto um nó estratégico para os produtos gerados no centro-oeste da América do Sul e destinados aos mercados mundiais.